# Elke Drüll
Elke Doris Drüll, verh. Sprink, (* 1. April 1956 in Neuss) ist eine ehemalige deutsche Hockeyspielerin und Olympiateilnehmerin 1984.

## Karriere
Elke Drüll begann ihre Karriere bei Schwarz-Weiß Neuss; 1979 wechselte sie zum Club Raffelberg nach Duisburg und 1981 zum Kölner HTC Blau-Weiss. Mit den Kölnerinnen belegte sie von 1981 bis 1983 dreimal in Folge den zweiten Platz bei der Deutschen Feldhockeymeisterschaft, 1982 und 1984 erreichte sie in der Halle den zweiten Platz. Nach der Hallensaison 1984 wechselte sie zurück zu ihrem Stammverein Schwarz-Weiß Neuss. Die Außenverteidigerin war die einzige Regionalligaspielerin im Olympiaaufgebot 1984.
Elke Drüll debütierte 1979 in der deutschen Hockeynationalmannschaft. Nach dem Sieg bei der Halleneuropameisterschaft 1981 gehörte sie im gleichen Jahr zum deutschen Aufgebot bei der Feldhockey-Weltmeisterschaft in Buenos Aires, das nach 1976 den zweiten deutschen Weltmeistertitel gewann. 1983 war sie wieder bei der Weltmeisterschaft dabei und belegte mit der deutschen Mannschaft den vierten Platz. Im Mai 1984 wurde in Lille die erste Feldhockey-Europameisterschaft der Damen ausgetragen, nach einer Halbfinalniederlage gegen die Niederländerinnen siegten die deutschen Spielerinnen im Spiel um Bronze gegen die Britinnen. Zwei Monate später belegte die deutsche Mannschaft bei den Olympischen Spielen in Los Angeles den zweiten Platz und gewannen die Silbermedaille, wobei Elke Doris Drüll nur beim 2:2 gegen Australien eingesetzt wurde. Gleichwohl erhielt sie wie ihre Mitspielerinnen vom Bundespräsidenten für diesen Erfolg – wie alle Medaillengewinner Olympischer Spiele – das Silberne Lorbeerblatt. Insgesamt wirkte Elke Drüll von 1979 bis 1984 in 61 Länderspielen mit, davon 9 in der Halle.
Heute ist Elke Sprink bei Schwarz-Weiß Neuss in der Geschäftsstelle für Hockey zuständig. Ihre Tochter Annika debütierte 2015 in der Hockeynationalmannschaft und gehörte zur deutschen Olympiamannschaft 2016.